# جامعة فينيتسا الوطنية الزراعية
جامعة فينيتسا الوطنية الزراعية مؤسسة تعليم عالي أوكرانية، (بالأوكرانية: Ві́нницький національний агра́рний університе́т) هي جامعة تقع في فينيتسا, أوكرانيا. تأسست هذه الجامعة في سنة 1982